# Computer zombie

L'utilizzo di computer zombie (4) per l'invio di spam via e-mail:
(1) Sito web dello spammer
(2) Computer dello spammer
(3) Spam
(4) Computer infetti (Computer zombie)
(5) Virus oppure Trojan
(6) Server e-mail
(7) Computer degli altri utenti
(8) Trasmissioni internet

Un computer zombie è un computer o dispositivo mobile connesso a internet che, all'insaputa dell'utente, è stato compromesso da un cracker o infettato da un virus, in maniera tale da permettere a persone non autorizzate di assumerne in parte o per intero il controllo. Generalmente questo computer diviene parte di una botnet, ossia di una rete composta da numerosi altri computer, tutti infettati, che può venire utilizzata per compiere attacchi verso terze parti, attraverso spam o DDoS, sotto il controllo remoto da parte di malintenzionati.
Secondo alcune indagini, nel corso del 2009 i computer infetti restano tali per un periodo di circa due anni, con il 25% degli indirizzi IP compromessi riconducibili a reti aziendali; a livello mondiale, sempre nel 2009, del totale degli IP compromessi risultano per il 18% negli Stati Uniti d'America, per il 13% in Cina e per il 6% in Australia.

## Distributed denial-of-service (DDos)
I computer zombie possono essere utilizzati per condurre attacchi DDoS (Distributed Denial-of-service), un termine che si riferisce all'inondazione orchestrata dei siti web di destinazione da parte di un gran numero di computer contemporaneamente. L'elevato numero di utenti internet che fanno richieste simultanee al server di un sito web è destinato a provocare arresti anomali e l'impossibilità di utilizzo del sito da parte di utenti legittimi.  Una variante di questo tipo di attacco è nota come distributed degradation-of-service, a differenza del primo questo è più moderato ma periodico e piuttosto che rendere inaccessibile il sito della vittima ha lo scopo di rallentarlo. Inoltre, essendo meno estremo, è più difficile da individuare e contrastare, possono passare mesi o nei casi peggiori anni prima che qualcuno se ne accorga.      

## Smartphone
A partire dal luglio 2009, sono emerse anche funzionalità botnet simili per il crescente mercato degli smartphone. Esempi includono nel luglio 2009  il virus Sexy Space, il primo worm SMS che attraverso un messaggio induce a scaricare un software malevolo e ha come obiettivo il sistema operativo Symbian negli smartphone Nokia. Più tardi quel mese, il ricercatore Charlie Miller ha rivelato una dimostrazione del concetto di worm testuale per l'iPhone su Black Hat Briefings. Sempre a luglio, i consumatori degli Emirati Arabi sono stati presi di mira dal programma spyware Etisalat BlackBerry. Nel 2010, la comunità della sicurezza è divisa per quanto riguarda le reali conseguenze del mondo delle botnet mobili. 